# Campostichommides inquirendus
Campostichommides inquirendus là một loài nhện trong họ Pisauridae.
Loài này thuộc chi Campostichommides. Campostichommides inquirendus được Embrik Strand miêu tả năm 1911.